# بانتك فيجا N°6 (موبايل)
بانتك فيجا N°6 (بالإنجليزية: Pantech Vega N°6)‏ هو هاتف ذكي من بانتك يعمل بنظام أندرويد.

## الخصائص
- نظام التشغيل: أندرويد
- الكاميرا الأمامية: 2 ميجابكسل
- الكاميرا الخلفية: 13 ميجابكسل
- الشاشة: إل سي دي 1920 × 1080
- الوزن: White 210.5 غ (7.43 أونصة),Black 209 غ (7.4 أونصة)
- المعالج: 1.5 جيجا هرتز رباعي النواة
- الذاكرة: 2 جيجابايت
- التخزين: 32 جيجابايت ذاكرة وميضية